# お松大権現
お松大権現（おまつ-だいごんげん）は、徳島県阿南市加茂町にある神社である。宗教法人お松権現社が設置。通称「猫神さん」と呼ばれており、日本三大怪猫伝の舞台の一つである。

## 歴史

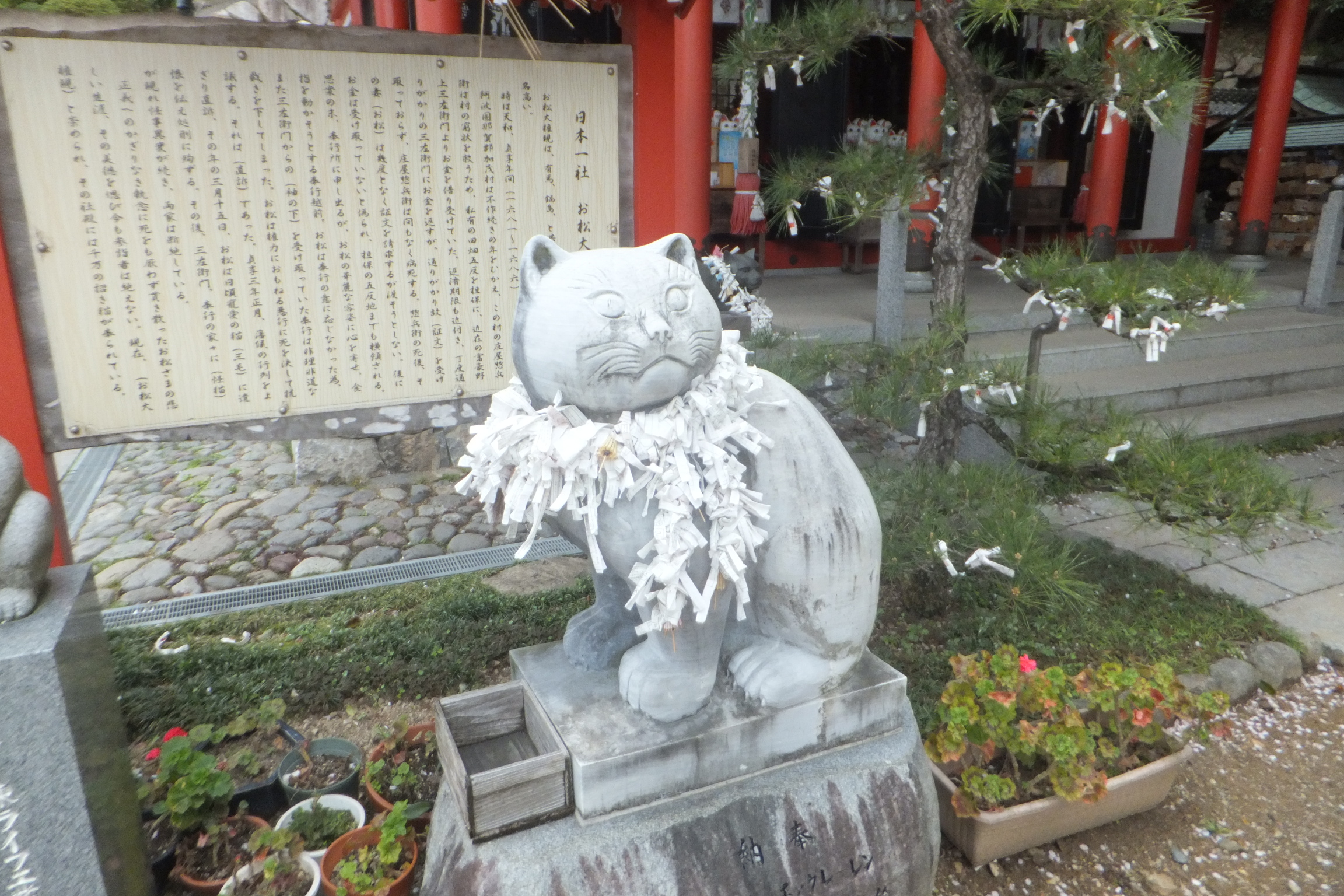
猫の狛犬

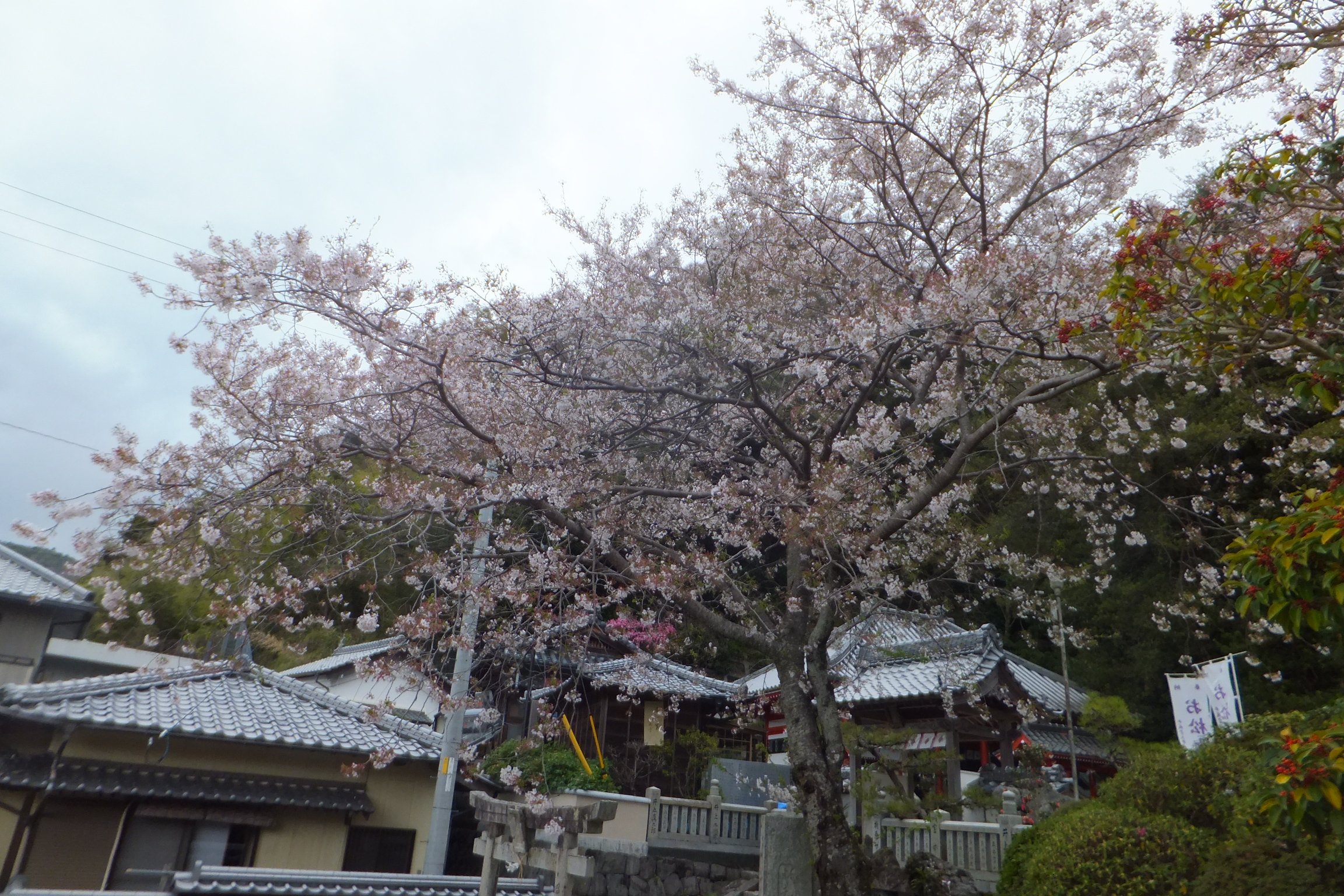
境内に植えられている桜

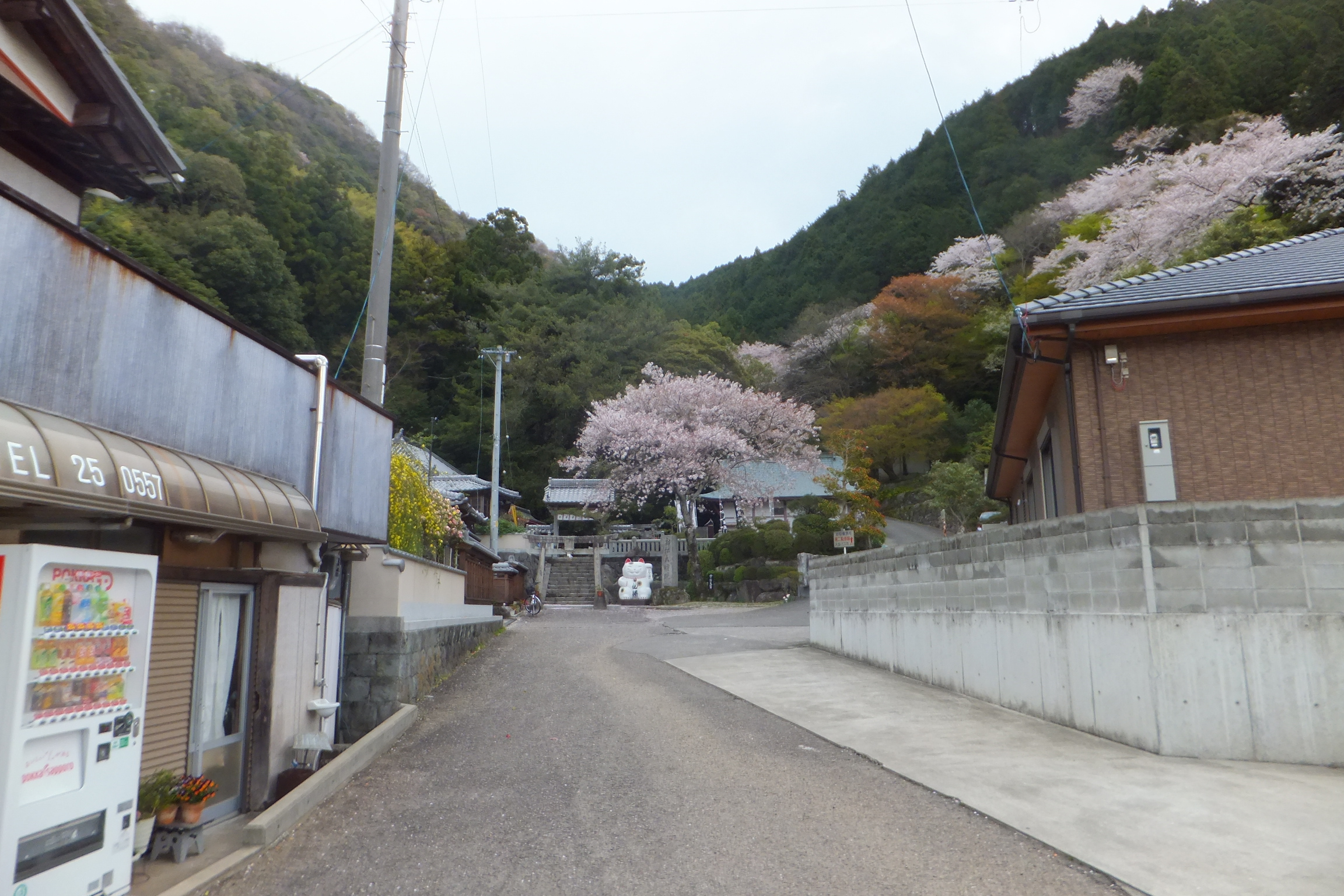
参拝道路

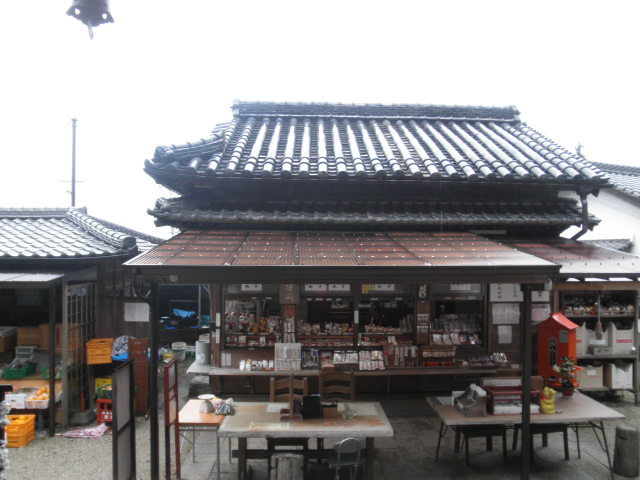
招き猫・御神籤を販売している物販店

江戸時代の前期の貞享年間、徳島藩加茂村（現・阿南市加茂町）の庄屋が不作である村を救うために富豪に金を借り、すでに返済したにもかかわらず、富豪の策略で未返済の濡れ衣を着せられ、失意の内に病死した。そこで、借金の担保になっていた土地は富豪に取り上げられてしまう。庄屋の妻のお松は奉行所に訴え出るも、富豪に買収された奉行は不当な裁きを下す。お松がそれを不服として藩主に直訴した結果、直訴の罪により処刑され、お松の飼っていた三毛猫が化け猫となり、富豪や奉行らの家を滅ぼしたという伝説に由来する。
お松の死因については、お松のみ処刑、お松と猫どちらも処刑、自殺をしたという伝承がある。

### 勝負事に利益がある神社
直訴によって悪人を倒したという伝説から、勝負事にも利益があるといわれ、最近ではその勝負事が受験生のものとなっており、受験シーズンには合格祈願の場所として訪れているが、最近では平成の長期的な不況で、様変わりして本来の目的であるいくつかの勝負事に回帰して就職活動中の学生・金運上昇を願う人の参拝も増えている。遠隔地在住や用事で訪問不可能な場合には祈祷受付を郵送で行っている。また、境内には全国的にも珍しいネコの狛犬もある。

## 沿革
- 江戸時代 - 開所する。
- 昭和初期 - この頃までに、祭神名が義理大権現からお松大権現に改称。
- 1963年 - 本殿が現在の場所に遷宮[13]。

## 祭事
| 内容       | 開催日            |
| ---------- | ----------------- |
| お正月祭   | 1月1日から同月3日 |
| お松の命日 | 旧暦の3月15日     |
| 御祭典     | 5月1日            |
| 月並祭     | 毎月1日と15日     |

## 境内社
猫にまつわる置物や建物が建てられている。また、1万体以上の招き猫が奉納され、借りて持ち帰ることができる。

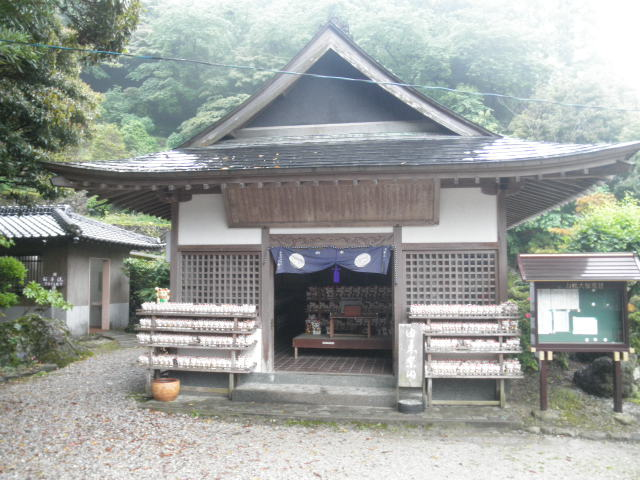
招き猫
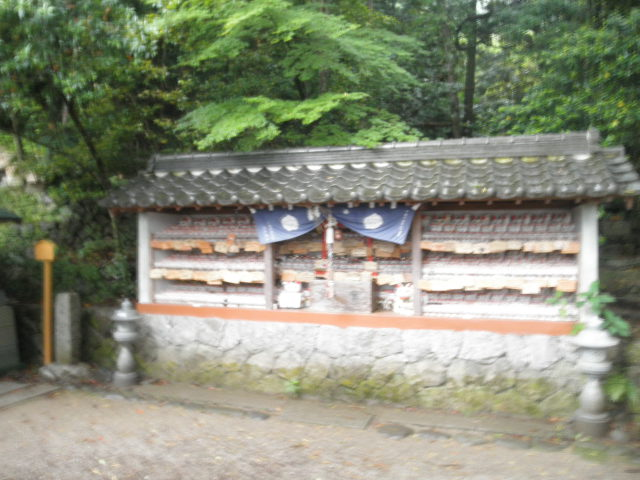
祈願絵馬
- さすり猫
- 資料館
- ジャンボ猫

- 招き猫
- 祈祷絵馬